# پابلو دوارته
پابلو دوارته (انگلیسی: Paulo Duarte؛ زادهٔ ۶ آوریل ۱۹۶۹) بازیکن فوتبال اهل پرتغال است.
از باشگاه‌هایی که در آن بازی کرده‌است می‌توان به باشگاه فوتبال بوآویشتا، باشگاه فوتبال لیریا، باشگاه فوتبال سالگیروش، و باشگاه ورزشی ماریتیمو اشاره کرد.
وی در مسابقات کشوری و بین‌المللی در مجموع برندهٔ ۱ مدال برنز شده‌است.